# Paroxytonon
Een paroxytonon (meerv. paroxytona, van het Oudgriekse παροξύτονος) is in de fonologie een woord van ten minste twee lettergrepen met een trochaïsche structuur, wat wil zeggen dat de klemtoon op de voorlaatste lettergreep ligt. Voorbeelden in het Nederlands zijn het tweelettergrepige vál-scherm en het drielettergrepige ge-wél-dig. 
In  talen met een overwegend trochaïsche lettergreepstructuur - zoals het Latijn - zijn bijna alle woorden van twee of meer lettergrepen paroxytona. In talen met een overwegend jambische structuur - zoals het Frans - komen paroxytona daarentegen veel minder voor. Deze verandering is vooral het gevolg van de vele syncopes die de ontwikkeling van het Frans uit het Latijn hebben gekenmerkt.
Een woord met de klemtoon op de laatste lettergreep heet oxytonon. Indien de klemtoon op de op twee na laatste lettergreep ligt, is het woord een proparoxytonon.